# Corticarina obfuscata
Corticarina obfuscata là một loài bọ cánh cứng trong họ Latridiidae. Loài này được Strand miêu tả khoa học năm 1937.